# Danza Invisible
Danza Invisible es un grupo español de new wave. Está considerado como una de las bandas que formaron parte del entramado de la renombrada movida madrileña durante los años 1980 en España.
Es originario de Torremolinos y fue fundado por Ricardo Texidó proveniente del grupo de new wave Cámara, junto con Chris Navas y Manolo Rubio, provenientes del grupo punk Adrenalina en 1981. Poco después, entró a formar parte Antonio Gil en la sección de guitarras. El último en incorporarse al proyecto de la mano de Ricardo Texidó fue Javier Ojeda, quien sustituyó a Ricardo Texidó como vocalista principal.
Se distinguen dos etapas en su trayectoria musical: la primera se caracteriza por un sonido más alternativo y vanguardista, inspirado en grupos británicos como Simple Minds, U2 y The Police, o estadounidenses como Talking Heads o Blondie. La segunda etapa se caracteriza por un acercamiento progresivo hacia la música africana, bailable y caribeña.

## Historia
En sus comienzos ganaron el premio como mejor grupo en el concurso de rock Alcazaba, organizado por el ayuntamiento de Jerez de la Frontera, lo que les permitió grabar su primer sencillo con la canción “Mis ojos hacia ti”. El primer álbum de estudio, Contacto interior, contiene su sonido primigenio, con temas como Tiempo de amor, Al Amanecer y Ecos. Para cerrar la etapa con Ariola, el álbum Maratón, que incluiría algunos de sus mejores temas como El ángel caído y El club del alcohol.
En 1986, firmaron con Twins, y editaron Música de Contrabando, entre cuyas canciones destacan, Agua sin sueño, El joven nostálgico y Sin aliento. 
Su primer disco doble en directo se publicó en 1987, titulado Directo, grabado en la Sala Universal de Madrid.
En 1988 publicarán el álbum A tu alcance, el cual contiene varios de sus temas más conocidos; “Sabor de amor”, “Reina del Caribe” o la versión de Van Morrison “A este lado de la carretera”. 
En 1990 editaron el álbum Catalina, donde encontramos temas tan importantes para la banda como "Naturaleza muerta", "En celo" y la versión de la canción de Pablo Milanés "Yolanda" 
En 1993 editaron el álbum Clima Raro.
Al Compás De La Banda fue su segundo álbum en directo, cargado con más material de la segunda etapa y como resultado de la grabación de dos conciertos, uno en Madrid, y el otro en Málaga.
En 1996 grabaron Por Ahora, con la colaboración de músicos como Trevor Murrell a la batería, los Kick Horns, en la sección de vientos, y Mark Cotgrove en la percusión.
De 1998 destaca su álbum En Equilibrio, disco que incluye temas versionados de otros artistas, como “Libro abierto” y “Por tu ausencia”.
En el verano de 2001 lanzan Efectos personales, un álbum intimista donde destacan temas como “¿Cuánto, cuánto?” y “Pero ahora...”.
En marzo de 2010, Danza Invisible lanza su último disco de estudio "Tía Lucía"
En 2022, Javier Ojeda anunció una separación temporal de sus actividades con Danza Invisible y decide concentrarse en su carrera como solista.
En noviembre de 2023 se confirma la separación definitiva de Danza Invisible en una rueda de prensa en la que a la vez presentan su gira de despedida para el primer semestre de 2024.
El 28 de febrero de 2024, se les concede la medalla de las artes de la comunidad autónoma de Andalucía.

## Integrantes
- Javier Ojeda (voz) (1982-2022, 2023-Actualidad)
- Chris Navas (bajos)
- Manolo Rubio (guitarras y coros)
- Antonio L. Gil (guitarra y teclados)
- Nando Hidalgo (guitarra y coros)
- Miguelo Batún (batería)
- Ricardo Texidó (voz, batería y coros) (1981-1993)

## Discografía oficial
| - Sueños (1982) - Contacto interior (1983) - Lo mejor de Danza Invisible (1983) - Al amanecer (1983) - Maratón (1985) - Música de contrabando (1986) - Directo (1987) - A tu alcance (1988) - 1984-1989 (1989) - Catalina (1990) - Bazar (1991) - Clima raro (1993) - Al compás de la banda (1995) - Por ahora (1996) - En equilibrio (1998) - Grandes éxitos (2000) - Efectos personales (2001) - Pura danza (2003) - Tía Lucía (2010) - Treinta Tacos (2012) - Danza Total (2013) | - Tinieblas En Negro (1982) - Tiempo De Amor (1983) - Al Amanecer (1983) - Danza Invisible (1983) - El Ángel Caído (1985) - Espuelas (1986) - Sin aliento (1986) - Ocio Y Negocio (1986) - Agua Sin Sueño (1986) - El Joven Nostálgico (1986) - Hay Un Lugar (1987) - El Fin Del Verano (1987) - El Ángel Caído (1987) - El Club Del Alcohol (1987) - Reina del Caribe (1988) - Sabor de amor (1988) - A este lado de la carretera (1988) - El brillo de una canción (1989) - No Habrá Más Fiestas Para Mañana (1989) - Catalina (1990) - Soy Como Dos (1990, con Los Secretos) - Naturaleza muerta (1990, con Los Raperos Del Sur) - En celo (1990) - Yolanda (1991) - Diez Razones Para Vivir (1991) - La Deuda De La Mentira (1991) - Bodegón (1991) - Fiesta Después De La Fiesta (1992) - Solo El Amor Te Hará Llorar (1992) - El Orden Del Mundo (1993) - Amor De Madre (1993) - Salsa Rosa (1993) - La Estanquera Del Puerto (1994) - Extraños De Madrugada (1996) - A Sudar (1996) - Por Ahí Se Va (1998) - Junto A Ti (1998) - Libro Abierto (1998) - ¿Cuánto, Cuánto? (2001) - Pero Ahora... (2001) - No Quiero Bailar (2010) |